# Tour ronde de Vyborg
La Tour ronde (finnois : Pyöreä torni, russe : Круглая башня) est une ancienne composante des remparts de Vyborg en Russie.

## Description
La tour, située sur la Place du marché de Vyborg, est construite en 1547-1550, probablement sur l'ordre de Gustave Ier, afin de renforcer les remparts de Vyborg. La tour a un diamètre de 21 m ; à l'origine il était prévu de construire deux tours mais une seule le sera.
La tour sert initialement d'arsenal. Plus tard elle est aménagée en prison, en entrepôt puis, à partir de 1861 elle héberge un magistrate. En 1923, elle est transformée en café selon les plans de l'architecte Uno Ullberg.

## Galerie

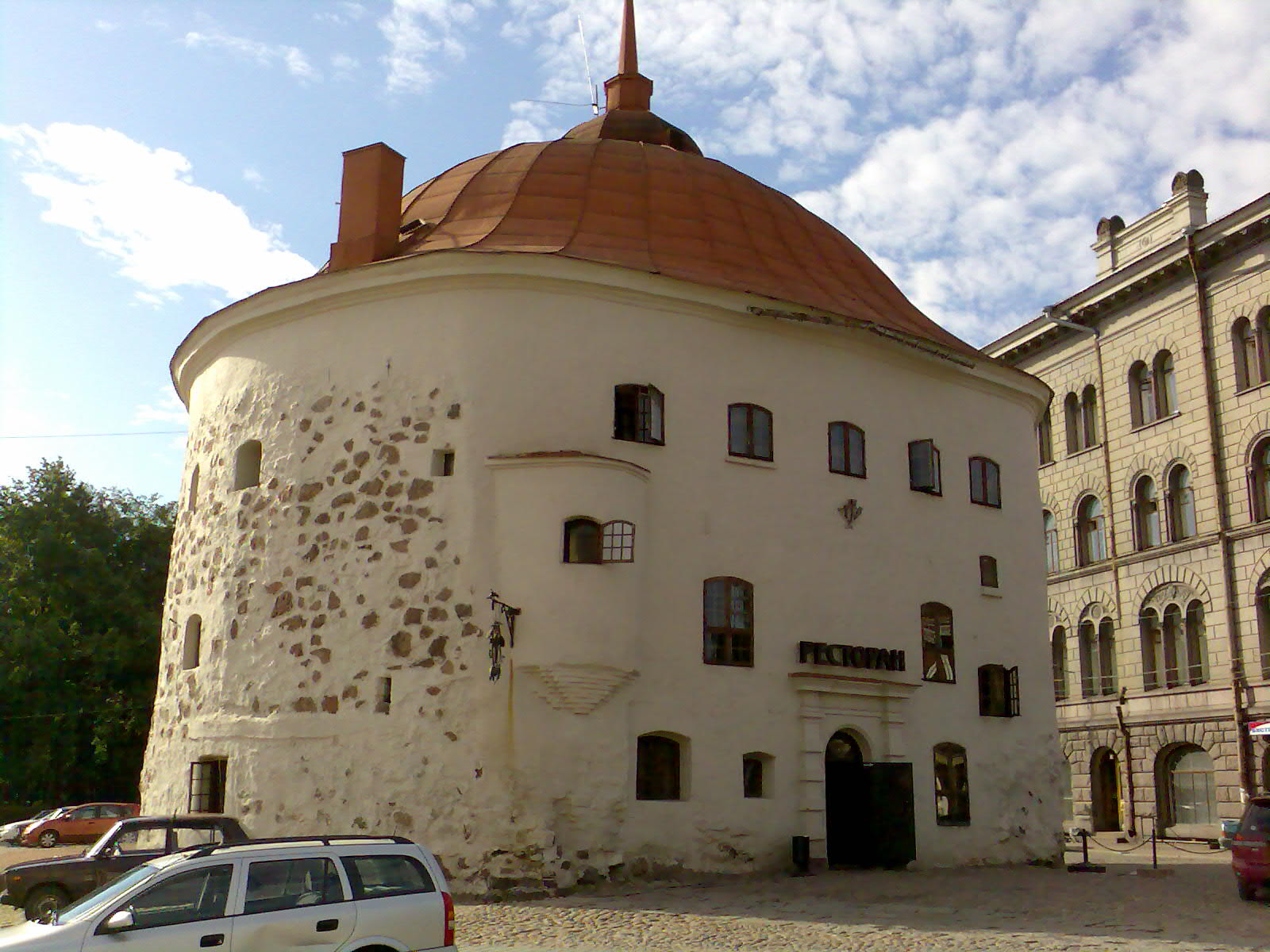
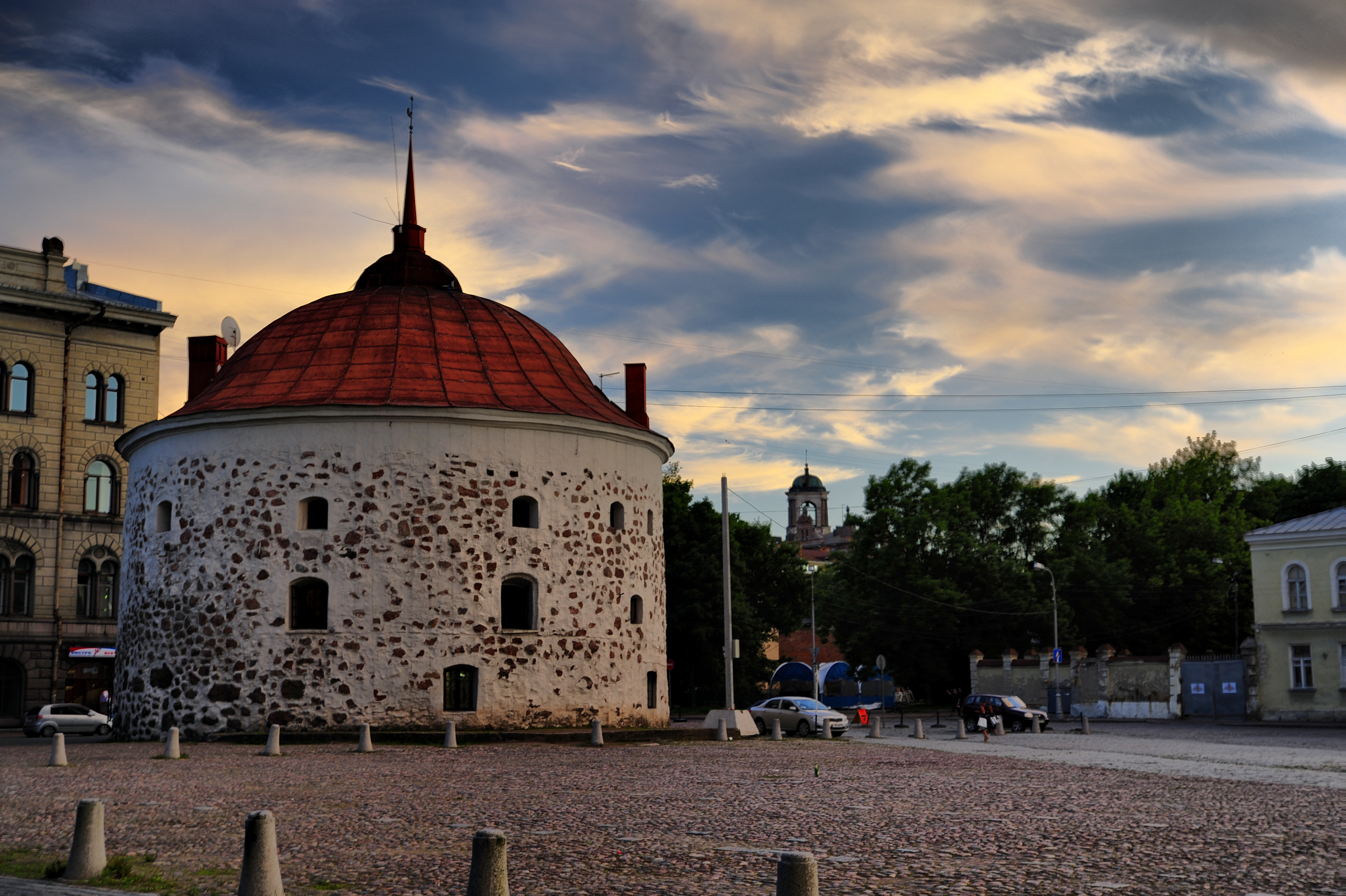
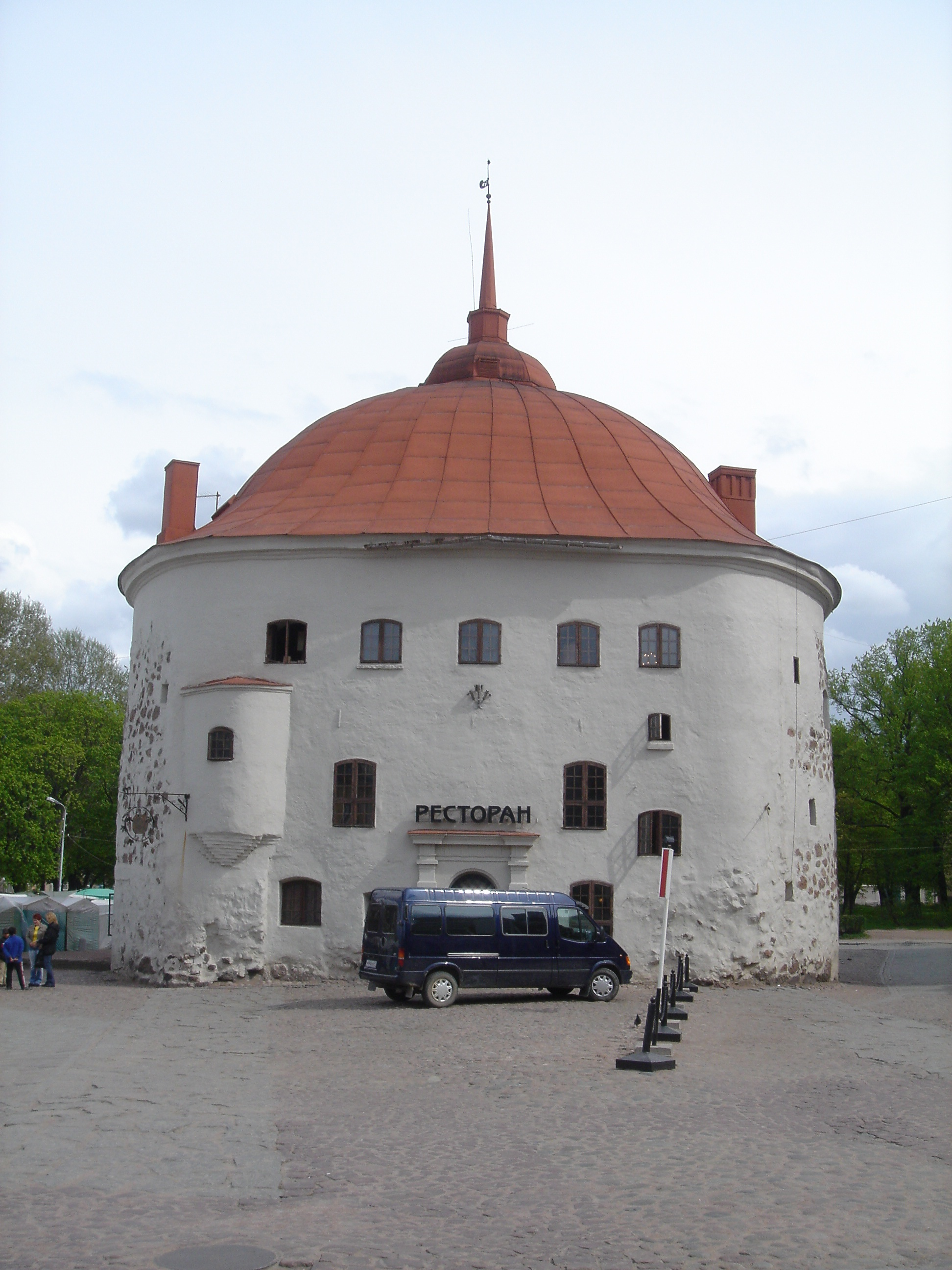
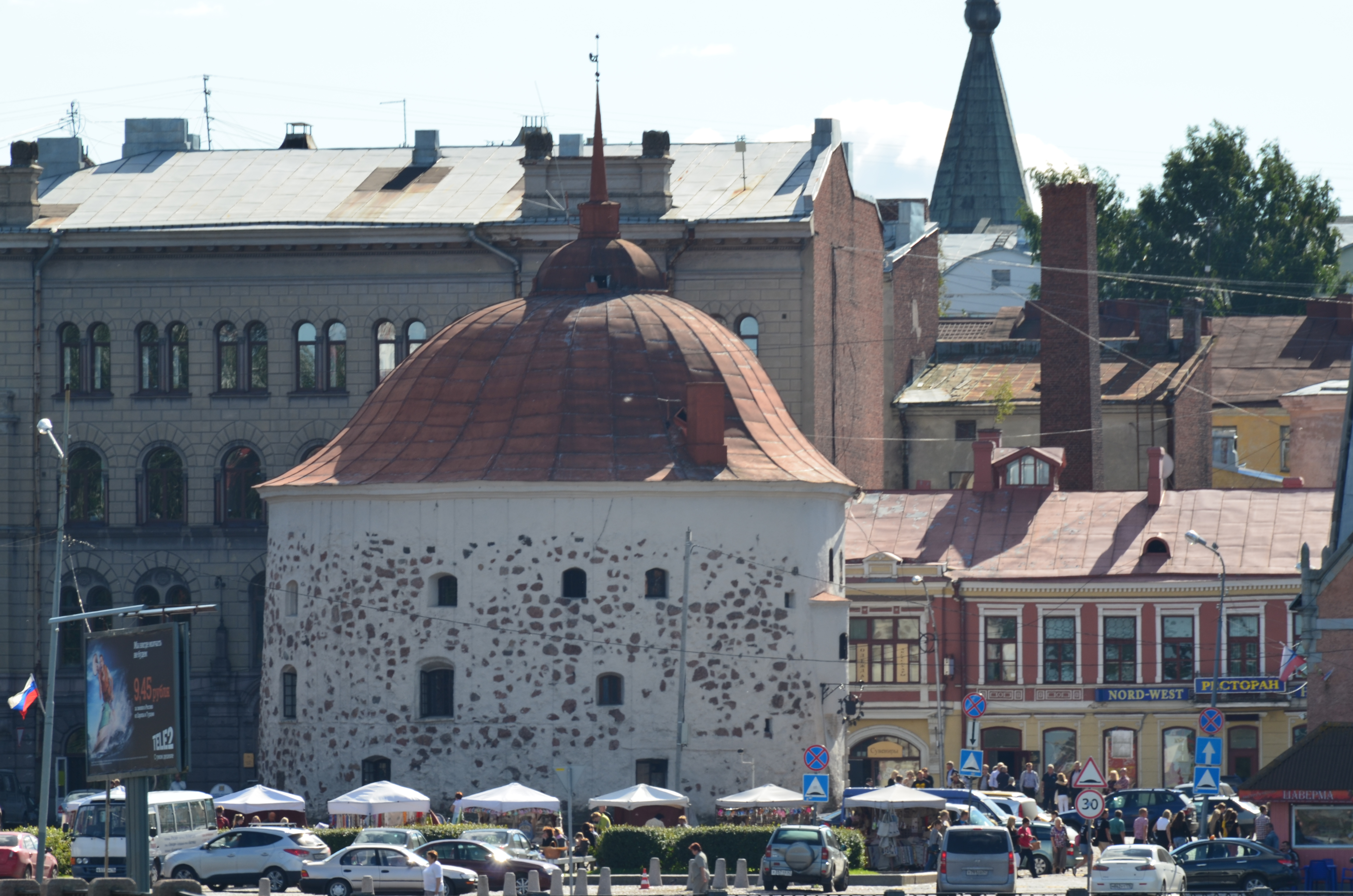

## Sources
- Histoires de la forteresse du Moyen Âge au début du XIXe siècle.